# Матущенко, Семён Ефимович
Семён Ефимович Матущенко (30 мая 1924 года, село Банное, Славянский район, Донецкая область — 22 сентября 1988 года) — участник Великой Отечественной войны, советский партизан, позже — военнослужащий, артиллерист, полный кавалер Ордена Славы.
Окончил 10 классов. Работал в колхозе.
В октябре 1941 года вступил в партизанский отряд. Был разведчиком, а при приближении фронта к зоне действия партизан — связным между партизанским отрядом и разведкой наших частей. В одном из боёв с противником был тяжело ранен и переправлен на Большую землю. После излечения в госпитале в октябре 1942 года направлен на фронт. Воевал в составе Южного, 4-го, 2-го и 3-го Украинских фронтов. Участвовал в боях на реке Миус, освобождении Украины в ходе Донбасской, Мелитопольской, Корсунь-Шевченковской и Уманско-Батошанской операций. В дальнейшем освобождал Молдавию, Румынию, Венгрию. Войну закончил в Австрии.
Орудийный номер в расчёте 76-миллиметровой пушки 223-го кавалерийского полка (63-я кавалерийская дивизия, 5-й гвардейский кавалерийский корпус, 2-й Украинский фронт) красноармеец Матущенко 3 февраля 1944 года в бою за село Ольшана (Городищенский район Черкасской области) вместе с сослуживцами поразил танк и четыре огневых точки противника.
Приказом командира 63-й кавалерийской дивизии от 29 февраля 1944 года за мужество, проявленное в боях с врагом, красноармеец Матущенко награждён орденом Славы 3-й степени (№ 2017).
За мужество и отвагу, проявленные в боях с немецко-фашистскими захватчиками в августе 1944 года при освобождении города Тыргу-Окна (Румыния), Матущенко был представлен к награждению орденом Славы 2-й степени.
25 октября 1944 года под населённым пунктом Надькалло (Венгрия) расчёт при отражении контратаки выкатил орудие на открытую позицию, подбил два танка и истребил до взвода вражеских автоматчиков, чем способствовал выполнению боевой задачи полком. В бою был ранен, но поле боя не покинул.
Указом Президиума Верховного Совета СССР от 24 марта 1945 года за мужество, отвагу и героизм, проявленные в борьбе с немецко-фашистскими захватчиками, красноармеец Матущенко Семён Ефимович награждён орденом Славы 1-й степени (№ 1667).
Ввиду того, что представление на награждение орденом Славы 2-й степени было подписано, но в приказ фамилия не попала, получилась ситуация, когда награждение орденом Славы 1-й степени опередило предыдущее. Ошибка была исправлена лишь 13 февраля 1969 года. Матущенко был награждён орденом Славы 2-й степени*.
Участник Парада Победы в Москве 24 июня 1945 года. В 1945 году младший сержант Матущенко демобилизован. Был секретарем Подбугского райкома комсомола (Львовская область), а затем — секретарем райкома партии в Дрогобычской области (в 1959 году включена в состав Львовской области). Из-за болезни вернулся в город Славянск Донецкой области, где работал столяром-станочником на мебельной фабрике.
Награждён орденами Славы 1-й, 2-й и 3-й степени, Отечественной войны 1-й степени, медалями.
Умер 22 сентября 1988 года.